# Gerhard Beckmann (Jurist)

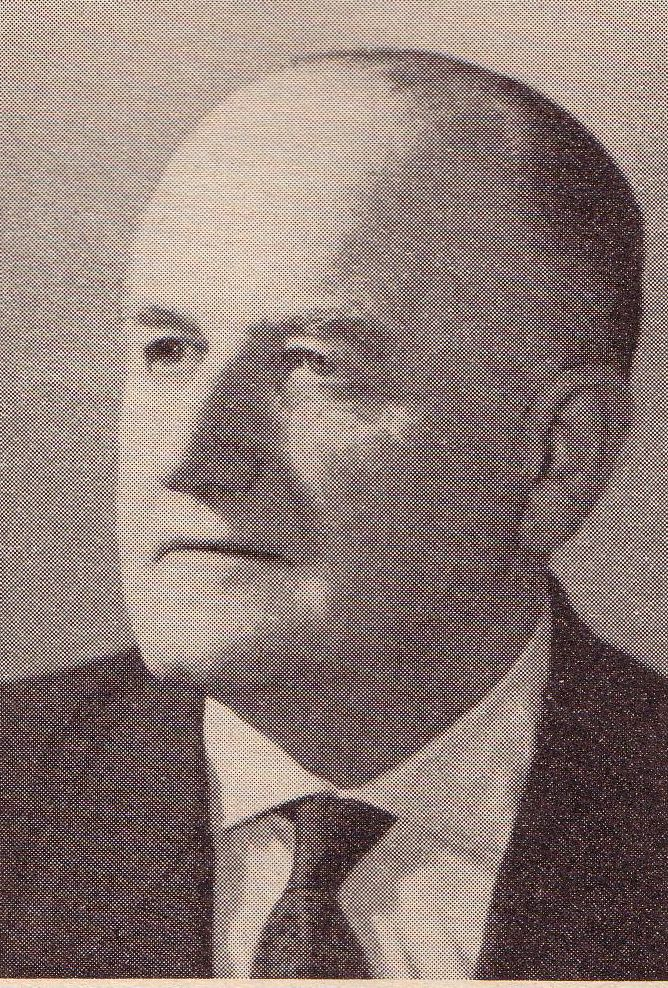
Gerhard Beckmann

Gerhard Beckmann (* 12. Juli 1893 in Danzig; † 1. Januar 1976 in Bremen) war ein deutscher Richter.

## Leben
Nach dem Abitur in Danzig studierte Beckmann Rechtswissenschaft an der Albertus-Universität Königsberg. Im Sommersemester 1913 wurde er Mitglied des Corps Masovia. Als Kriegsfreiwilliger machte er den ganzen Ersten Weltkrieg an der Kriegsfront mit. Er erhielt das Preußische Militärehrenzeichen und beide Eisernen Kreuze und wurde Offizier.
Erst 1920, in der Weimarer Republik, konnte er das Referendarexamen machen und wurde zum Dr. iur. promoviert. Nach dem Referendariat und der Assessorprüfung war er von 1925 bis 1945 Richter in Danzig. 1922 hatte er die Danzigerin Hertha Both geheiratet. In der Schlacht um Ostpommern floh Beckmann mit seiner Familie nach Süddeutschland. Nach Kriegsende fand er am Amtsgericht Bremerhaven eine neue Stelle. Nach wenigen Jahren an das Landgericht Bremen versetzt, wurde er Landgerichtsdirektor.
Die Bremische Bürgerschaft wählte ihn als stellvertretendes Mitglied in den Staatsgerichtshof der Freien Hansestadt Bremen. Als er im 83. Lebensjahr gestorben war und kremiert wurde, hielt Werner Mey, Vizepräsident des Hanseatischen Oberlandesgerichts Bremen, eine Trauerrede.